# Distrito electoral de Sugar Grove n.º 5
Sugar Grove No. 5 (en inglés: Sugar Grove No. 5 Precinct) es un distrito electoral ubicado en el condado de Menard en el estado estadounidense de Illinois. En el Censo de 2010 tenía una población de 288 habitantes y una densidad poblacional de 4,79 personas por km².

## Geografía
Sugar Grove n.º 5 se encuentra ubicado en las coordenadas 40°2′33″N 89°41′39″O / 40.04250, -89.69417. Según la Oficina del Censo de los Estados Unidos, Sugar Grove n.º 5 tiene una superficie total de 60.13 km², de la cual 60.13 km² corresponden a tierra firme y (0%) 0 km² es agua.

## Demografía
Según el censo de 2010, había 288 personas residiendo en Sugar Grove n.º 5. La densidad de población era de 4,79 hab./km². De los 288 habitantes, Sugar Grove n.º 5 estaba compuesto por el 96.18% blancos, el 0.35% eran afroamericanos, el 0.35% eran amerindios, el 0.35% eran asiáticos, el 0.35% eran isleños del Pacífico, el 0% eran de otras razas y el 2.43% pertenecían a dos o más razas. Del total de la población el 1.74% eran hispanos o latinos de cualquier raza.